# Wiktor Grodecki
Wiktor Grodecki (* 25. února 1960 Varšava) je polský filmový režisér, scenárista a producent.

## Životopis
Studoval režii na Państwowej Wyższej Szkołe Filmowej, Telewizyjnej i Teatralnej im. Leona Schillera w Łodzi pod vedením Wojciecha Jerzyho Hase, ale studia neukončil. Od roku 1983 žije v Los Angeles a Londýně. V českém prostředí je známý především filmem Mandragora, který se odehrává v Praze.

## Filmy
- 2003 – Nienasycenie
- 2000 – Inferno
- 1999 – Přeji si lásku (TV film)
- 1997 – Mandragora
- 1984 – Him